# Naga Raja
Naga Raja is een bestuurslaag in het regentschap Serdang Bedagai van de provincie Noord-Sumatra, Indonesië. Naga Raja telt 757 inwoners (volkstelling 2010).